# Türker Süer

## Leben
Von 1999 bis 2000 machte Süer an der Texterschmiede Hamburg eine Ausbildung zum Werbetexter. Anschließend arbeitete er als Werbetexter, Produktionsassistent und Regieassistent in Hamburg und Paris. Ab 2004 studierte Süer im Bereich Film an der Kunsthochschule für Medien Köln (KHM). Das Studium beendete er mit dem Diplom für Audiovisuelle Medien. Seitdem arbeitet er freiberuflich als Filmregisseur und Drehbuchautor von Werbefilmen, Dokumentarfilmen, Kurzspielfilmen und Kinospielfilmen. 2006 nahm er am Berlinale Talent Campus teil und erhielt ein Stipendium an der Cité Internationale des Arts (Paris).

## Werk
Süers Kurzspielfilm Brüder wurde bei internationalen Festivals gezeigt. Er wurde unter anderem für den First Steps Award und den Max Ophüls Preis nominiert und wurde von der Deutschen Film- und Medienbewertung (FBW) mit dem Prädikat besonders wertvoll gewürdigt.
Mit Schatten der Nacht (Originaltitel: „Gecenin Kıyısı“ / internationaler Titel: „Edge of Night“) schuf Süer als Autor und Regisseur seinen ersten Langfilm. Premiere hatte der Film am 6. September 2024 auf den 81. Internationalen Filmfestspiele von Venedig 2024 in der Sektion Orizzonti Extra. Beim 31. International Adana Golden Boll Film Festival wurde der Film im selben Jahr mit dem Yılmaz-Güney-Preis und dem Special Jury Award prämiert. Zudem erhielten Ahmet Rıfat Şungar, einer der beiden Hauptdarsteller des Films, dort den Preis als bester Schauspieler und Rainer Nigrelli, der Editor des Films, den "Best Editing Award". Gezeigt wurde Schatten der Nacht zudem in der Centerpiece-Sektion des 49. Toronto International Film Festival 2024, bei der Semana Internacional de Cine de Valladolid, beim Filmfest Hamburg und beim Mumbai Film Festival.

## Filmographie (Auswahl)
- 2010: Dem Besten aller Väter – Kurzspielfilm (Drehbuch, Regie)[8]
- 2012: Brüder – Kurzspielfilm (Drehbuch, Regie)[9]
- 2016: Comedy Rocket – Comedy-Serie (Drehbuch, Regie)
- 2024: Schatten der Nacht (Gecenin Kıyısı / Edge of Night) – Kinospielfilm (Drehbuch, Regie)[5]